# Габдуллин, Радмир Илдарович
Радми́р Илда́рович Габду́ллин (род. 20 декабря 1987 года в городе Октябрьский, Башкирская АССР, СССР) — российский спортсмен, общественный и политический деятель, спортивный функционер, генеральный директор Международной лиги по ММА и К-1 Ural Fighting Championship.
Начинал карьеру в самбо, достиг звания мастер спорта. Затем перешёл в MMA, как профессиональный боец становился победителем турниров. Являлся спарринг-партнёром Фёдора Емельяненко, был тренером сборной Российской Федерации по MMA. Занимал посты главного судьи Всемирной Ассоциации WMMAА и председателя Всероссийской коллегии судей по смешанному боевому единоборству.
Несколько лет Радмир Габдуллин находился на руководящих должностях в «Союзе смешанных боевых единоборств „ММА“ России», который является главным регулирующим органом в Российской Федерации по виду спорта смешанное боевое единоборство (MMA), имеет в своей структуре 80 аккредитованных региональных федераций, обеспечивает проведение чемпионатов и Кубков страны, формирует сборные России для участия в чемпионатах мира и Европы, представляет Российскую Федерацию в Международной федерации смешанных боевых единоборств (IMMAF). Вначале несколько лет Радмир Габдуллин являлся первым вице-президентом «Союза ММА России», затем с 20 октября 2018 года по 24 июня 2022 года находился на посту президента этой Общероссийской общественной организации. В июне 2022 года вновь занял пост вице-президента, но в октябре того же года покинул его.
В 2022 году Радмир Габдуллин стал генеральным директором Международной лиги по ММА и К-1 Ural Fighting Championship (Ural FC), первый турнир которой прошёл 1 июля 2022 года в Перми.
С 2021 года является советником генерального директора по спорту и молодёжной политике АО «ОХК «Уралхим», в этом же году был избран депутатом Законодательного Собрания Пермского края четвертого созыва, где стал заместителем Председателя комитета по социальной политике.

## Биография
Родился в 1987 году в городе Октябрьский, Башкирская АССР, СССР. По национальности — татарин. В 2008—2009 годах проходил службу в Вооружённых силах Российской Федерации. В 2010 году окончил Российский государственный университет физической культуры, спорта и туризма по специальности «Специалист по физической культуре и спорту», в 2013 году — ФГОУ ВПО Российская академия государственной службы при Президенте Российской Федерации по специальности «Менеджер», в 2016 году — Российский международный олимпийский университет по специальности «Спортивный менеджмент».

## Карьера в MMA

### Спортсмен
Начинал карьеру в самбо, достиг звания мастер спорта. Затем перешёл в MMA. В 2007—2009 годах принял участие в семи профессиональных турнирах уже по смешанным боевым единоборствам, организованных промоушеном M-1 Global. В 2007—2008 годах это были турниры серии M-1 MFC, в 2008—2009 годах матчевые турниры серии M-1 Challenge. В пяти из них одержал победы в своей весовой категории. Закончил карьеру в 2010 году, на фоне обострения травмы.

### Спортивный функционер
В 2012 году начал работу в ГБОУ «Специализированная ДЮСШ олимпийского резерва по единоборствам» города Мытищи, вначале инструктором-методистом, затем заместителем директора по учебно-спортивной работе, на этой должности проработал до 2015 года.
16 мая 2012 года, была создана Общероссийская общественная организация «Союз смешанных боевых единоборств „ММА“ России». Радмир Габдуллин входил в число причастных к созданию организации, президентом которой стал Фёдор Емельяненко, вице-президентом — Вадим Финкельштейн. В качестве главных целей Союза были объявлены: консолидация всех сил, связанных с развитием в стране вида спорта смешанное боевое единоборство (MMA), его популяризация и развитие, формирование единой общенациональной федерации с разветвлённой сетью филиалов в регионах, приведение в порядок правил соревнований, методики подготовки спортсменов и судей, упорядочивание структуры проведения турниров, подготовка сборных команд Российской Федерации для выступления на чемпионатах мира, Европы и других международных первенствах. Уже через несколько месяцев, 27 сентября, смешанное боевое единоборство было официально признано видом спорта в стране и внесено во Всероссийский реестр видов спорта. В том же году, в рамках Союза была создана Всероссийская коллегия судей (ВКС), председателем которой избрали Радмир Габдуллина. Под его непосредственным руководством стал осуществляться отбор и организация судейства на чемпионаты федеральных округов, финал чемпионатов и Кубков России по MMA. 30 сентября Союз ММА России был принят в постоянные члены Всемирной Ассоциации WMMAА и Габдуллин стал параллельно главным судьёй WMMAА. В ноябре 2012 года Союзом ММА России был проведён первый чемпионат Европы по смешанному боевому единоборству, в Санкт-Петербурге, а годом позже этот же город принял и чемпионат мира, где Радмир Габдуллин также осуществлял судейство (в качестве заместителя главного судьи). В 2014 году Союз ММА России был аккредитован в качестве общероссийской спортивной федерации по смешанному боевому единоборству.

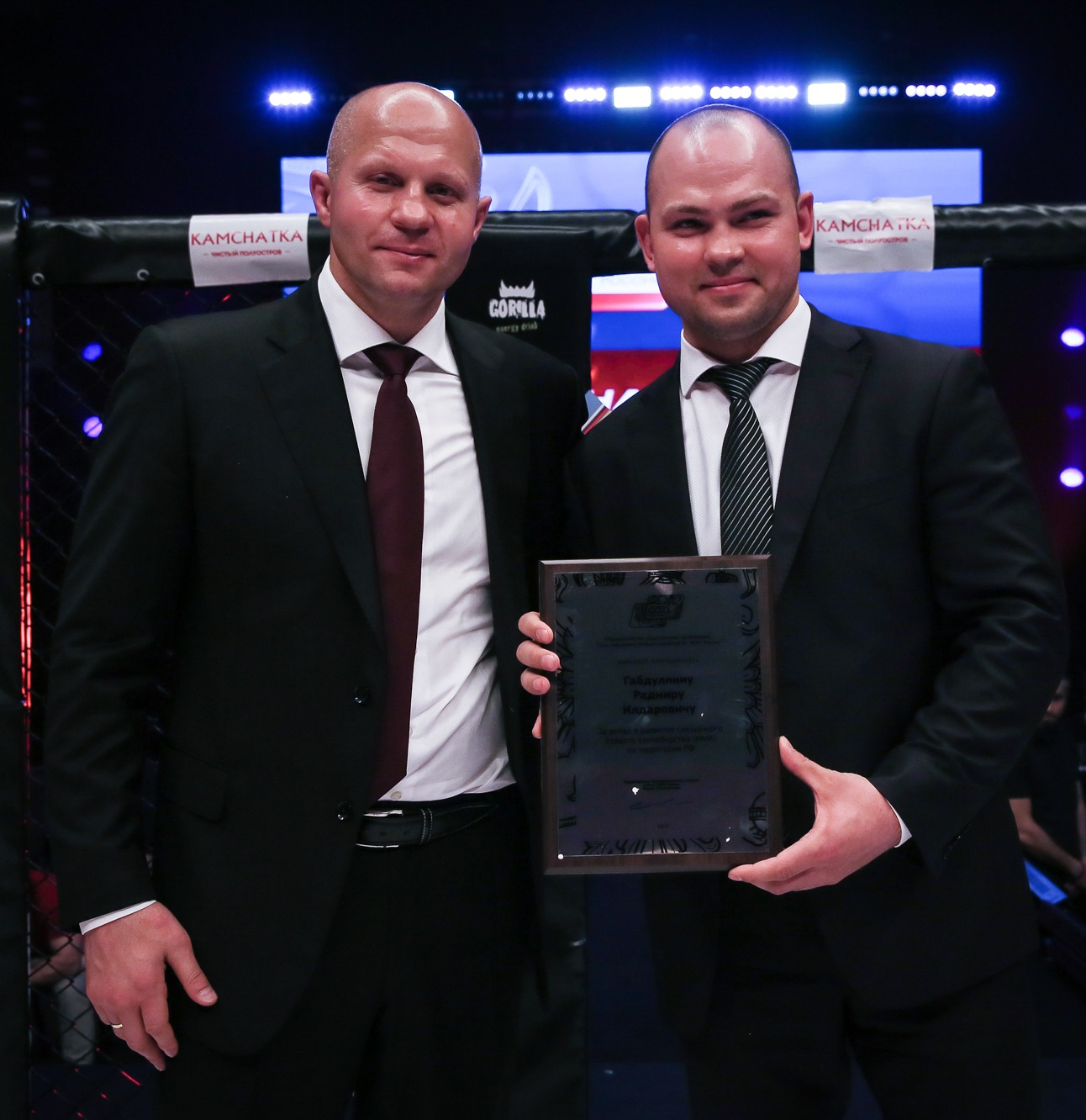
Фёдор Емельяненко и Радмир Габдуллин

Помимо судейских функций, в 2013—2018 годах Радмир Габдуллин являлся тренером сборной России по MMA. В декабре 2016 года его избрали первым вице-президентом Общероссийской общественной организации «Союз смешанных боевых единоборств „ММА“ России». Занимал он этот пост в течение двух лет, и фактически в данный период занимался оперативным управлением федерацией. В октябре 2018 года на очередном президиуме Радмир Габдуллин был избран президентом Общероссийской общественной организации «Союз смешанных боевых единоборств „ММА“ России», заменив на этом посту Фёдора Емельяненко, ставшего почётным президентом и председателем Наблюдательного совета.
Важным событием 2018 года стало объединение Международной федерации ММА (IMMAF) и Всемирной ассоциации ММА (WMMAA), что стало очередным шагом к тому, чтобы смешанное боевое единоборство получило признание в качестве олимпийского вида спорта. В ноябре 2018-го в Бахрейне состоялся первый чемпионат мира после слияния двух мировых руководящих органов ММА. Параллельно проводились турниры для взрослых и юниоров, в них приняло участие рекордное число стран — 52, более 370 спортсменов, которые разыграли 26 комплектов медалей. Это был первый международный турнир, после избрания Радмира Габдуллина президентом Союза MMA России, и на турнире сформированная Союзом сборная команда РФ смогла добиться высоких результатов. Одержала общую итоговую победу в медальном зачёте и установила новые рекорды чемпионатов мира: по количеству финалистов среди взрослых — 7 и по количеству золотых медалей среди юниоров — 5. По итогам турнира команда поднялась в мировом рейтинге сборных на первое место в юниорском зачёте и на третье во взрослом. Кроме того, в рамках чемпионата мира впервые была проведена международная премия Amateur MMA Awards, на которой Союз смешанных единоборств (ММА) России признан федерацией года, сборная РФ победила в номинации «Команда года», а в номинации «Судья года» награждена руководитель лицензионного отдела коллегии судей Союза ММА России Мария Махмутова.
В мае 2019 года Союз MMA России провёл чемпионат России по смешанному боевому единоборству впервые под руководством Радмира Габдуллина. На нём состоялся дебют женского зачёта, который развивается vеждународной федерацией IMMAF, как часть усилий на пути к признанию ММА олимпийским движением. Вид спорта должен следовать олимпийской хартии, а одним из её критериев является гендерный паритет видов спорта. На официальном сайте IMMAF турнир назвали как: «Возможно, это самое впечатляющее соревнование внутреннего уровня в мире любительского ММА». Отмечено, что в России насчитывается около двадцати тысяч активных спортсменов-любителей, и немалое число бойцов стали профессионалами, выступая в турнирах UFC, Bellator, PFL, M-1. Сформированная по итогам чемпионата России сборная страны в июне смогла выиграть по числу высших наград в чемпионате Европы, прошедшем в Италии, в том числе были завоёваны награды и в женском зачёте. А в ноябре 2019-го команда одержала общую победу на чемпионате мира по MMA, вновь прошедшем в Бахрейне и в котором приняло участие более 500 спортсменов из 76 стран мира, выиграв как в юниорском зачёте, так и почти с двукратным перевесом по числу медалей среди взрослых спортсменов.
В сезоне 2020 года большинство турниров по смешанному боевому единоборству были отменены из-за пандемии COVID-19, как чемпионат России, так и чемпионаты Европы и мира. А на 2021 год Радмир Габдуллин объявил о насыщенном календаре, помимо федерального турнира, в каждом субъекте РФ должны пройти региональные чемпионат и первенство. Кроме того, в августе 2021-го Россия, впервые в период после слияния двух главных мировых федераций MMA, приняла чемпионат Европы по этому виду спорта. Турнир прошёл в Казани и закончился победой сборной России.
В июне 2022 года Радмир Габдуллин вновь занял пост вице-президента «Союза ММА России», но в октябре того же года покинул его.
В 2022 году  стал генеральным директором Международной лиги по ММА и К-1 Ural Fighting Championship (Ural FC), первый турнир которой прошёл 1 июля 2022 года в Перми.

## Награды и звания
Мастер спорта России по самбо. В 2013 году получил Благодарность Министра спорта Российской Федерации за «значительный вклад в развитие физической культуры и спорта в Российской Федерации». В 2015 году награждён Почётной грамотой Министра спорта Российской Федерации.

### Интервью
- Сергей Бадюк и Радмир Габдуллин • 1 часть «Точка Отрыва»
- Сергей Бадюк и Радмир Габдуллин • 2 часть «Точка Отрыва»
- Радмир Габдуллин. Как спарринг-партнер Фёдора Емельяненко стал президентом Союза MMA Обзор Press